# Ballabio Inferiore
Ballabio Inferiore è la sezione di minor altitudine e più meridionale dell'abitato di Ballabio, contrapponendosi a Ballabio Superiore dalla quale era amministrativamente separato fino al 1927.

## I due Esino
Nel periodo tardorinascimentale, dopo la caduta del Ducato di Milano nelle mani della Spagna, il tessuto amministrativo locale della Lombardia si evolse verso un'estrema parcellizzazione, andando oltre la sostanziale coincidenza fra parrocchia e comune per approdare all'attribuzione della potestà comunale quasi ad ogni centro abitato. Fu così che la località di Ballabio, formata da due scindibili insediamenti seppur estremamente ravvicinati ed uniti da un breve tratto di strada, sviluppò due diverse amministrazioni comunali, uno per l'agglomerato di case di altimetria superiore, ed uno per il più basso. Tale situazione non turbava certo le autorità iberiche, disinteressate alle vicende locali e la cui unica preoccupazione era la regolare riscossione fiscale.
Il primo a valutare tale assetto come antieconomico ed irrazionale fu il governo di Napoleone che, nella sua ideologica battaglia contro le tradizioni divenute anacronistiche, nel 1809 assegnò i due comuni a quello di Laorca, di cui 335 portati dal borgo inferiore. Il ritorno degli austriaci, a loro volta animati da un'ideologia reazionaria, comportò il cieco annullamento di tutti gli atti riformatori dei francesi, e i due Ballabio tornarono ad una vita separata. Con lo spopolamento della montagna, i residenti di Ballabio Inferiore oscillarono dai 243 del 1859 ai 378 del 1901 e ai 444 del 1921.
Fu il fascismo a riprendere in mano il tema della razionalizzazione amministrativa dell'abitato, unitosi urbanisticamente in un unico centro lungiforme, e nel 1927 deliberò la fusione nell'unico comune di Ballabio.